# Utraquismo
O utraquismo (do latim sub utraque specie, ou seja, "em ambas as espécies") é uma corrente de pensamento cristão que afirma que a Eucaristia deve sempre ser administrada a todos os fiéis em "ambas as espécies", ou seja, pão e vinho. Na prática de algumas igrejas, principalmente católicas, tradicionalmente apenas os sacerdotes bebem o vinho consagrado durante a celebração.
Historicamente, os utraquistas foram uma facção dos hussitas, seguidores do teólogo pré-reformador Jan Hus, que foi condenado à morte pela fogueira em 1415.
Após um período de conflito militar, especialmente na antiga Morávia, os utraquistas se reconciliaram com a Igreja Católica. Os utraquistas eram uma facção moderada dos hussitas (em contraste com os taboritas mais radicais). Os utraquistas eventualmente se uniram à Santa Sé e derrotaram os taboritas na Batalha de Lipany em 1434.
No entanto, o utraquismo sobreviveu sob a forma de vários surtos de reforma da Igreja, até que em 1920 se formou a Igreja hussita checoslovaca de forma independente.